# Rosendo Montiel Álvarez
Rosendo Montiel Álvarez (Guaymas, 1 de marzo de 1941-Ciudad Obregón,31 de enero de 2012) fue un cantautor y músico mexicano.

## Biografía
Nació en el barrio de Punta Arena, en la ciudad de Guaymas (estado de Sonora), hijo de don José María Montiel Álvarez, nativo de Cananea, y doña Chanita Álvarez Talamante, oriunda de Los Mochis (Sinaloa). Fueron ocho hermanos, Rosendo fue el cuatro de la familia.
Estudió la primaria y la secundaria en Guaymas, y a los 13 años comenzó a escribir de manera lírica, sus primeras canciones. Como nació a la orilla del mar, aprendió primero a nadar que a caminar, y así también su inspiración siempre fue, desde muy joven, el amor y la naturaleza.
Al ir creciendo, y por razones primordialmente económicas que le dificultaban estudiar una carrera, tuvo que combinar los estudios con el mar, trabajando como pescador durante varios años.
Cuando cumplió 17 años se trasladó a la ciudad de México. Como equipaje llevaba tan sólo un poco de ropa y varias canciones que tenía compuestas con letra y música.

### Vida profesional
La primera canción de Rosendo Montiel llevada al acetato fue «Mejor me quedo», producida por Rubén Fuentes, con un cantante que se hacía llamar El Charro del Misterio, originario de Lagos de Moreno (estado de Jalisco); el mismo que al inicio de su carrera se hacía llamar José Martín, y grababa para discos Eco-Peerless. Posterior a la muerte de Javier Solís, se dio cuenta de que su timbre de voz era parecido a este y se enmascaró presentándose como el Charro del Misterio, haciendo temporadas en la desaparecida Taberna del Greco, en la Ciudad de México. Con el seudónimo José Martín grabó para Discos Tambora, Falcon Récords y Eco. Ya como El Charro del Misterio, grabó para discos Sono Mex.
La siguiente grabación, «Para que seas feliz», con la Sonora Santanera, se constituyó en su primer éxito. Esta canción hasta la fecha se sigue programando en las estaciones de radio que tocan ese género musical.
En 1965 pudo dejar de trabajar en el mar, porque ya tenía más de 20 canciones grabadas que eran muy populares, entre ellas «Mi silencio» con Sonia López, y «Quiero» con Yolanda y su Trío Perla Negra.
Pero quizá el mayor éxito lo obtuvo con la canción «Hambre», en la voz de Magda Franco, que con este tema logró una gran proyección como cantante dentro y fuera de México; posteriormente la grabó la intérprete cubana, Blanca Rosa Gil, quién la convirtió en un éxito mundial.
Otro de los intérpretes de la obra del maestro Rosendo Montiel es Vicente Fernández (el Charro de Huentitán). Precisamente de las cuatro primeras canciones que grabó, una era suya, «Quién te preguntó», y algún tiempo después «Yo quiero ser», tema imprescindible en el repertorio del Vicente Fernández desde hace más de 30 años. Posteriormente siguieron muchos temas que el pueblo hizo suyos, como
«Cállate»,
«Un minuto de silencio»,
«Por qué no fui tu amigo»,
«Yo quiero ser tu amante» y «Porque fuiste tú».
Bajo el seudónimo de Roberto Monna, el maestro Montiel, en coautoría con Homero Aguilar, compuso las canciones «Si acaso vuelves», «El cariño que perdí» y «Es mejor decir adiós» que fueron grandes éxitos grabado por el grupo Los Freddy's. 
En coautoría con Homero Aguilar compusieron las canciones «Ya no viene» y «No nos vamos a olvidar» que juntas fueron grabadas por el grupo Bronco en el primer disco de esta agrupación que vendió un millón de copias.

### Distinciones y premios
Rosendo Montiel ha sido objeto de múltiples reconocimientos y homenajes. En 1996 pusieron su nombre a una calle de Ciudad Obregón. En 2009, el Ayuntamiento de Guaymas le rindió un homenaje por su aportación a la música durante más de 50 años, en el que asimismo su nombre quedó inmortalizado en la antigua Calle 11, de esa su ciudad natal.
También en 2009, el maestro Montiel fue distinguido con la Medalla al Orgullo Sonorense, galardón instituido por el gobierno de Sonora, para reconocer a personajes destacados en diferentes campos y áreas de la actividad humana, nacidos en ese estado. Y por otra parte, la Sociedad de Autores y Compositores de México lo reconoció con la presea Trayectoria, por 50 años como socio activo de esa institución.
En sus propias palabras, las satisfacciones más grandes las recibe de los artistas que escogen sus canciones para grabarlas y del público que las convierte en éxitos al adquirir los discos y solicitarlas en la radio.
Otro motivo de satisfacción del maestro Rosendo Montiel es haber pertenecido al Consejo Directivo de la Sociedad de Autores y Compositores de México durante 15 años, donde tuvo la oportunidad de contribuir a favor de los autores y compositores mexicanos.
En septiembre de 2011 fue hospitalizado en el hospital IMSS, en Ciudad Obregón.
Allí falleció el 31 de enero de 2012.